# Włodzimierz Wyganowski
Włodzimierz Wyganowski (ur. 1867 lub 1868 w Dębowicach, zm. 13 kwietnia 1932 w Warszawie) – polski prawnik, polityk, działacz społeczny.

## Życiorys
Ukończył Gimnazjum w Kaliszu. Studia odbył w Warszawie i Petersburgu. Był członkiem Ligi Narodowej. Jeden z przywódców Stronnictwa Narodowo-Demokratycznego w Kaliskiem, od 1920 był sędzią Najwyższego Trybunału Administracyjnego, od 19 grudnia 1923 do 17 listopada 1924 był ministrem sprawiedliwości w drugim rządzie Władysława Grabskiego.
Zmarł 13 kwietnia 1932. Został pochowany na Cmentarzu Powązkowskim w Warszawie (kwatera 236, rząd 1, miejsce 15). W 2022 z inicjatywy premiera Mateusza Morawieckiego, grób Włodzimierza Wyganowskiego został odnowiony. Cały projekt został realizowany przez Fundację Stare Powązki we współpracy z Kancelarią Prezesa Rady Ministrów.

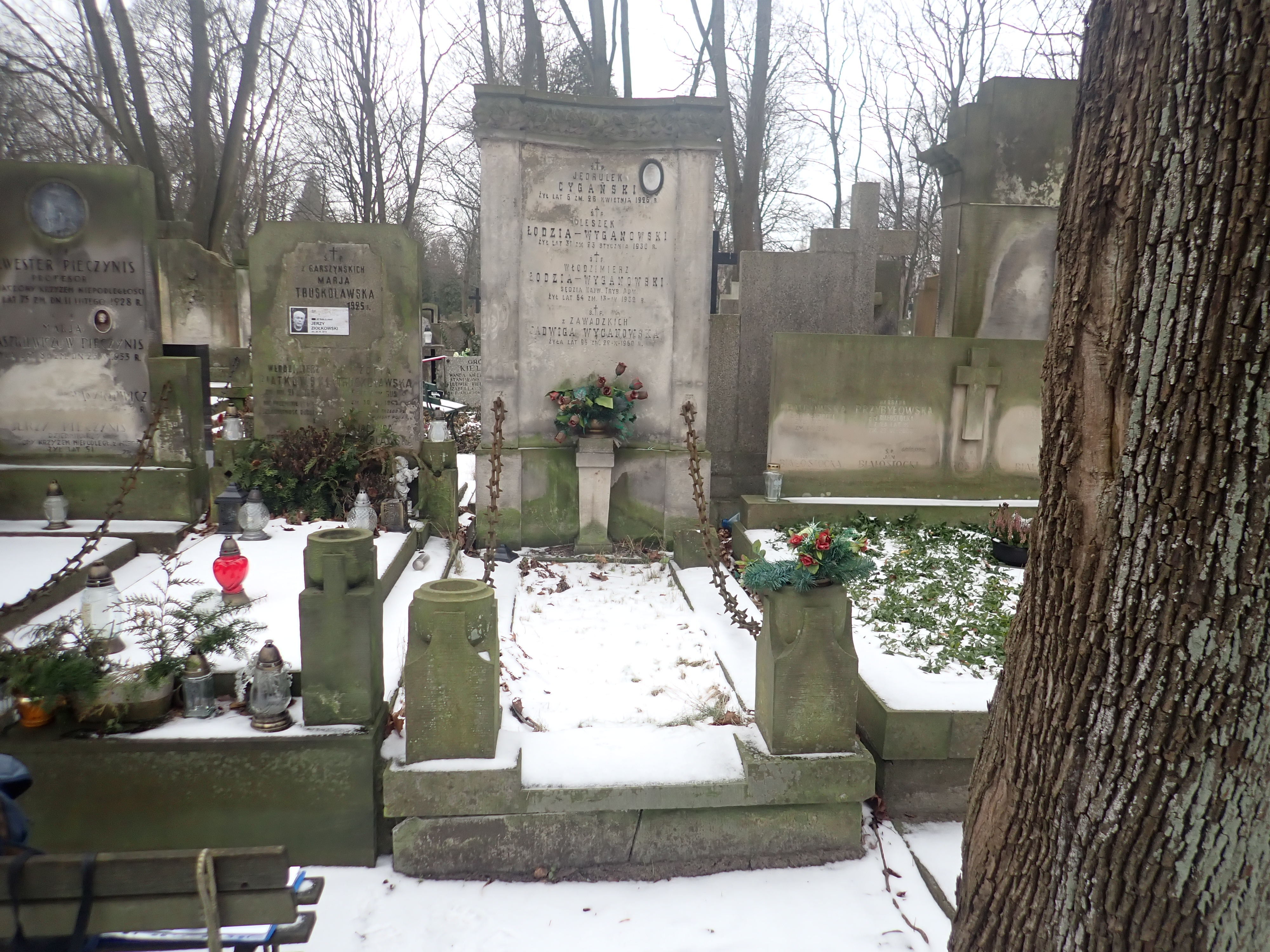
Grób Włodzimierza Wyganowskiego przed renowacją

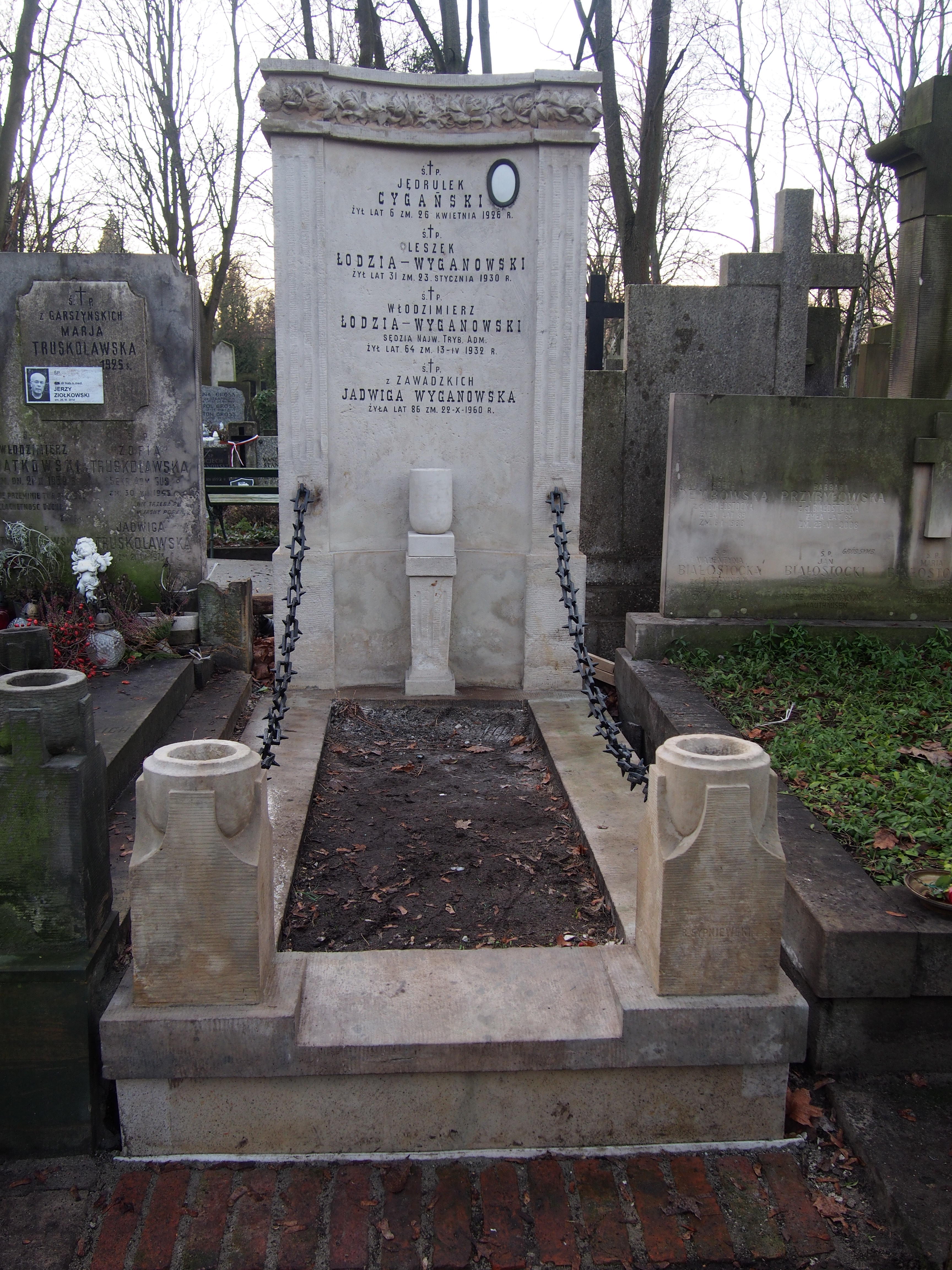
Grób Włodzimierza Wyganowskiego po renowacji (2022)